# 갈겨니
갈겨니(학명: Nipponocypris temminckii)는 동아시아의 개천에 서식하는 민물고기이다. 갈견이라고도 부르며, 눈이 검다 하여 안흑어(眼黑魚), 눈검쟁이라고도 한다.

## 특징
몸길이 15-20cm, 눈과 머리가 크고 등이 푸른 물고기로 피라미와 아주 흡사하나 조금 더 크다. 산란기는 5월 하순부터 7월까지이며, 선홍색의 혼인색을 띤다. 먹이는 소금쟁이나 물땡땡이 같은 소형 수서곤충, 또는 물에 빠진 파리 등이다. 특히 파리를 주식으로 해 플라이낚시에 잘 낚인다. 하천 중,상류에 많이 살며 물의 속도가 느린 계곡이나 하천에 분포하며, 오염에 약하여 1-2급수 이하로는 살지 못한다. 보통 식용으로 하며, 관상용으로 키우기도 한다. 한국과 일본, 중국의 맑은 물에서 흔히 볼 수 있는 민물고기이다. 예전에는 참갈겨니와 동일종으로 분류되었지만 2005년 참갈겨니가 신종으로 분류되었다.